# Irish League 1922-1923
L'Irish League 1922-1923 è stata la 29ª edizione della prima divisione del campionato nordirlandese di calcio. 
Il campionato era formato da sei squadre e il Linfield vinse il titolo. Non vi furono retrocessioni.

## Classifica finale
| Pos. | Squadra        | G  | V | N | P | GF | GS | Punti |
| ---- | -------------- | -- | - | - | - | -- | -- | ----- |
| 1    | Linfield       | 10 | 7 | 2 | 1 | 20 | 5  | 16    |
| 2    | Queen's Island | 10 | 5 | 2 | 3 | 17 | 21 | 12    |
| 3    | Glentoran      | 10 | 4 | 3 | 3 | 14 | 9  | 11    |
| 4    | Distillery     | 10 | 4 | 2 | 4 | 12 | 13 | 10    |
| 5    | Cliftonville   | 10 | 2 | 2 | 6 | 11 | 19 | 6     |
| 6    | Glenavon       | 10 | 2 | 1 | 7 | 12 | 19 | 5     |

G = Partite giocate; V = Vittorie; N = Nulle/Pareggi; P = Perse; GF = Goal fatti; GS = Goal subiti; 